# Gymnomitrion andinum
Gymnomitrion andinum là một loài rêu tản trong họ Gymnomitriaceae. Loài này được (Herzog) Herzog miêu tả khoa học lần đầu tiên năm.